# Alessandro Bianchi (cestista)
Alessandro Bianchi (Brescia, 12 luglio 1977) è un ex cestista italiano.

## Carriera
Prodotto del settore giovanile del Monza per poi passare al Treviglio in B1. Vince lo scudetto della stella a Varese con Alessandro De Pol, Giacomo Galanda, Andrea Meneghin e Gianmarco Pozzecco. L'anno successivo passa a Rieti e a Patti. Con i siciliani consegue la promozione dalla B2 in B d'eccellenza. Passa poi a Castelletto Ticino, Campli, Roseto in A1 proseguendola in B2 a Silvi Marina. Passa in A2 a Trapani per poi tornare a Monza.

## Palmarès
- Campionato italiano: 1

Pall. Varese: 1998-99